# Верх-Слюдянка
Верх-Слюдя́нка (рос. Верх-Слюдянка) — село у складі Усть-Калманського району Алтайського краю, Росія. Входить до складу Михайловської сільської ради.

## Населення
Населення — 156 осіб (2010; 180 у 2002).
Національний склад (станом на 2002 рік):
- росіяни — 99 %